# CP-Baureihe 4700
Die CP-Baureihe 4700, auch LE 4700, ist eine Reihe von elektrischen Lokomotiven der Portugiesischen Staatsbahn (CP). Sie wurden beschafft, um die älteren Lokomotiven der CP-Baureihe 2550 zu ersetzen.

## Geschichte
Im Januar 2006 bestellte die Portugiesische Staatsbahn CP bei Siemens 15 elektrische Lokomotiven, inklusive eines Ersatzteilpaketes und Special Tools. Die Loks mit der Baureihenbezeichnung LE 4700 basieren auf der EuroSprinter-Plattform und sind für das portugiesische Breitspurnetz ausgeführt. Es wurde eine Option über weitere zehn Fahrzeuge festgeschrieben, die im Februar 2007 in eine verbindliche Bestellung umgewandelt wurde.
Die 4.600 kW starken Fahrzeuge sind für den Einsatz im Personen- und Güterverkehr vorgesehen und sind für die spätere Umrüstung auf europäische Normalspur ausgelegt.
Die ersten drei Lokomotiven wurden komplett im Siemens-Lokomotivenwerk in München, Krauss-Maffei-Straße, gefertigt. Bei den folgenden Lokomotiven erfolgen Rohbau und Vormontage in München, die Endmontage wird bei EMEF, einem Tochterunternehmen der CP, vorgenommen.

## Technische Merkmale
Wagenkasten und Führerhaus wurden entsprechend den aktuellen europäischen Gesetzen unter Berücksichtigung der TSI-Crashstandards konzipiert. Wesentliche Teile des Antriebs- und Bremssystems sind redundant ausgelegt und können partiell abgeschaltet werden, um die Betriebsfähigkeit auch im Fehlerfall zu erhalten. Die Lokomotive ist für den südeuropäischen Einsatz mit Temperaturen bis +45 °C ausgelegt. Neben den Diagnosedisplays und einem analogen Betriebsanzeigedisplay wurde die Lok mit länderspezifischem Zugsicherungssystemen (CONVEL), Zugfunk und Betriebsführungssystemen ausgerüstet.

## Galerie

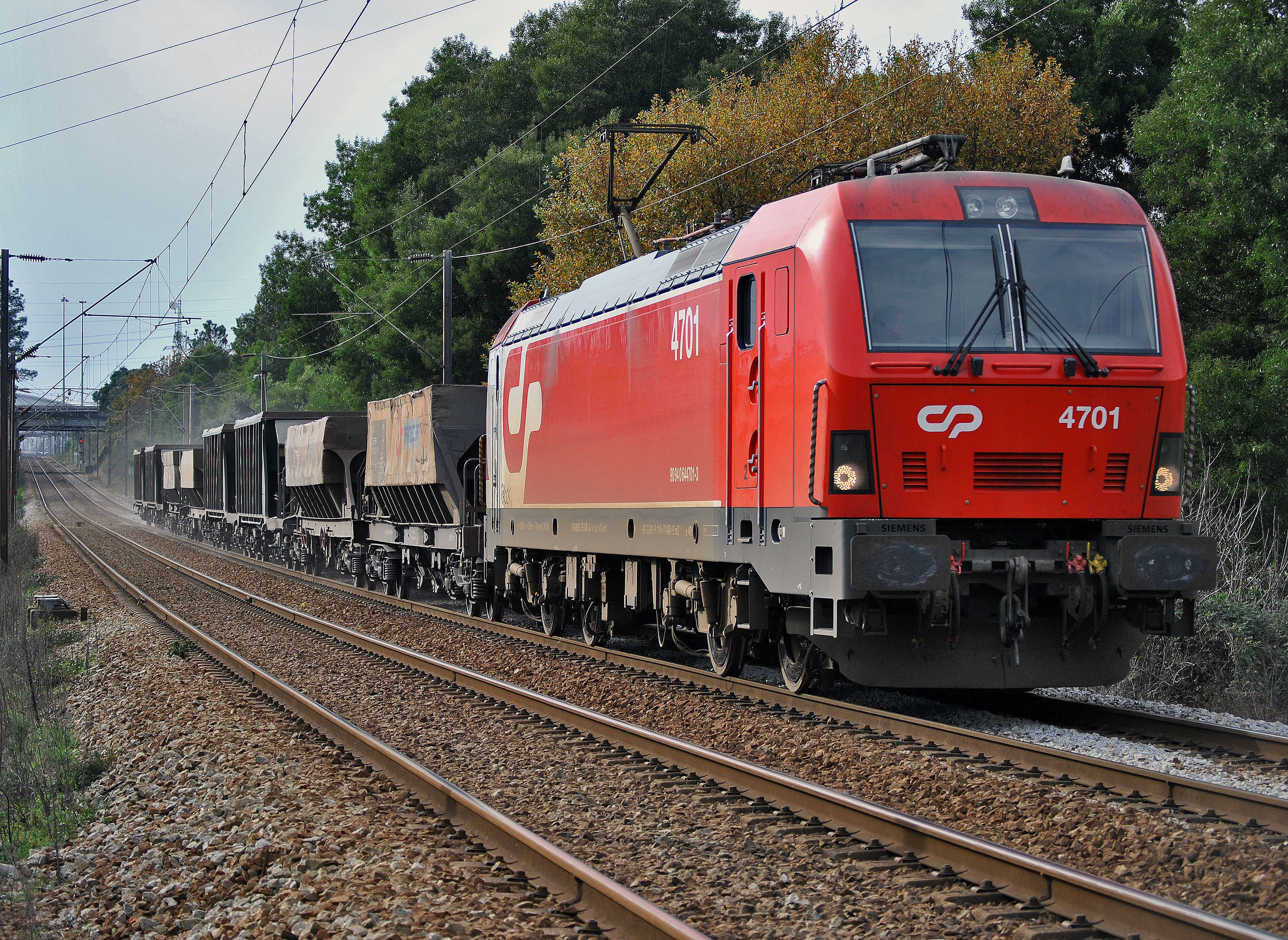
Lokomotive 4701, bei Rio Tinto (Linha do Minho)
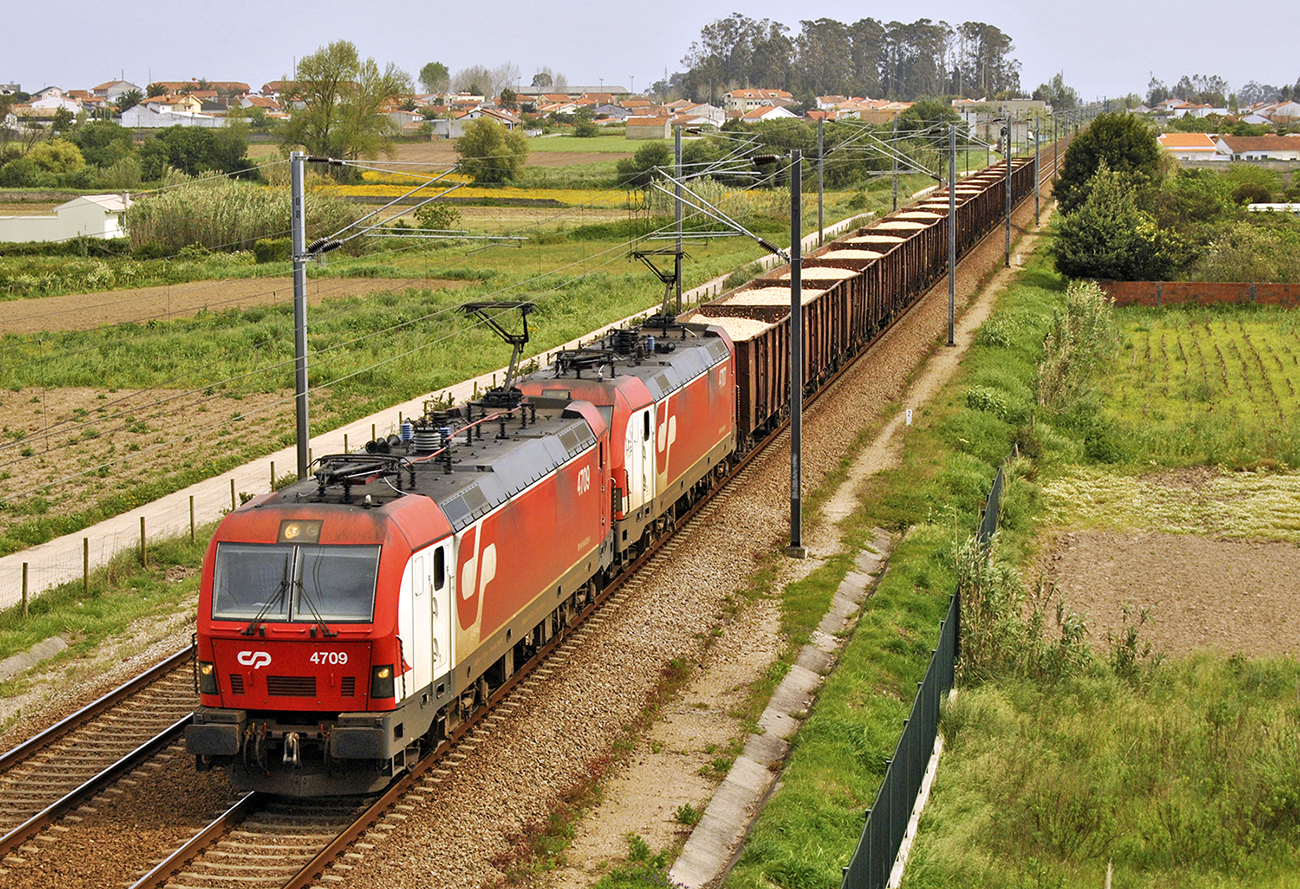
Lokomotiven 4707 und 4709, bei Aveiro (Linha do Norte)
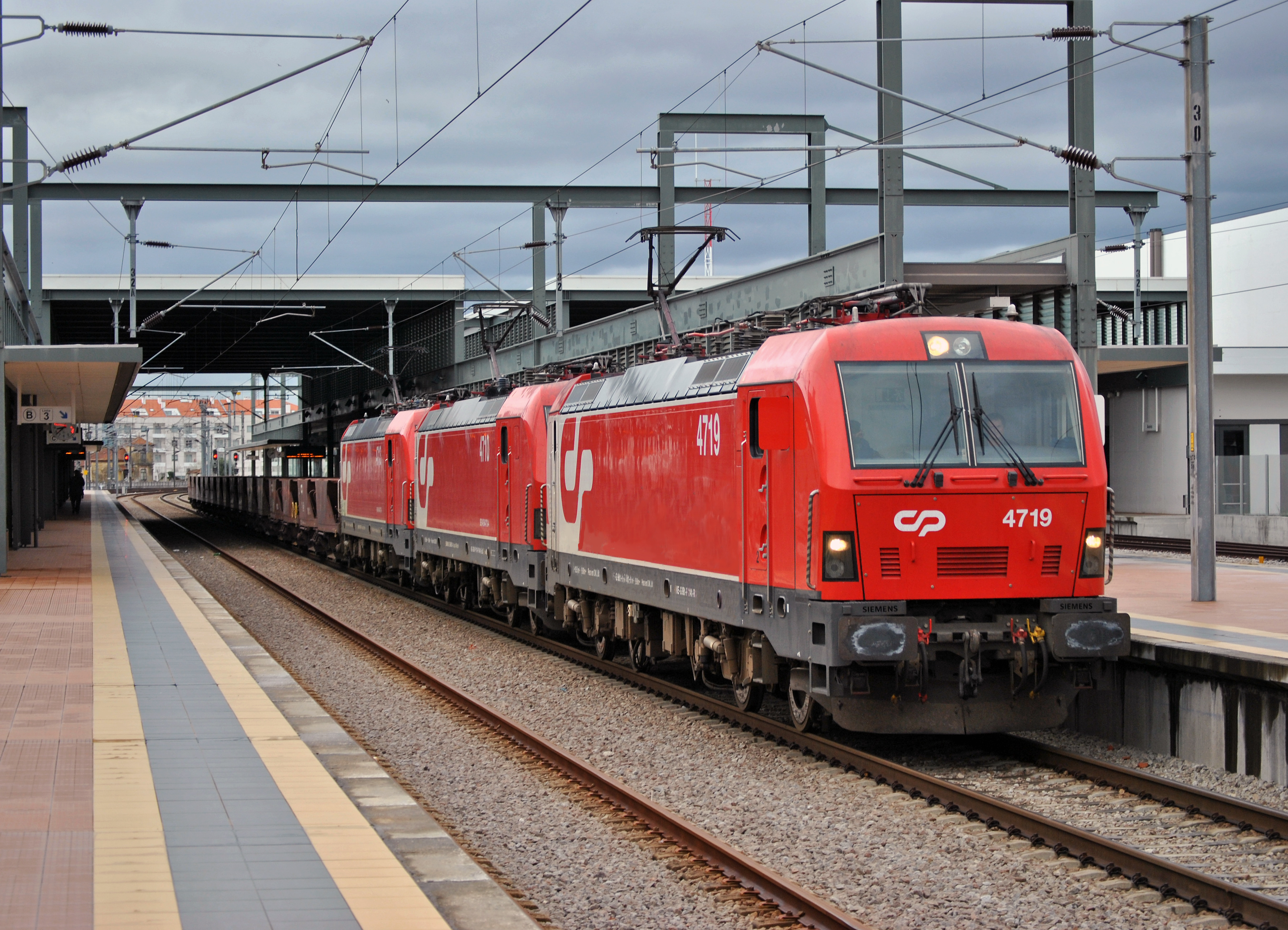
Lokomotiven 4710, 4713 und 4719 im Bahnhof Aveiro (Linha do Norte)
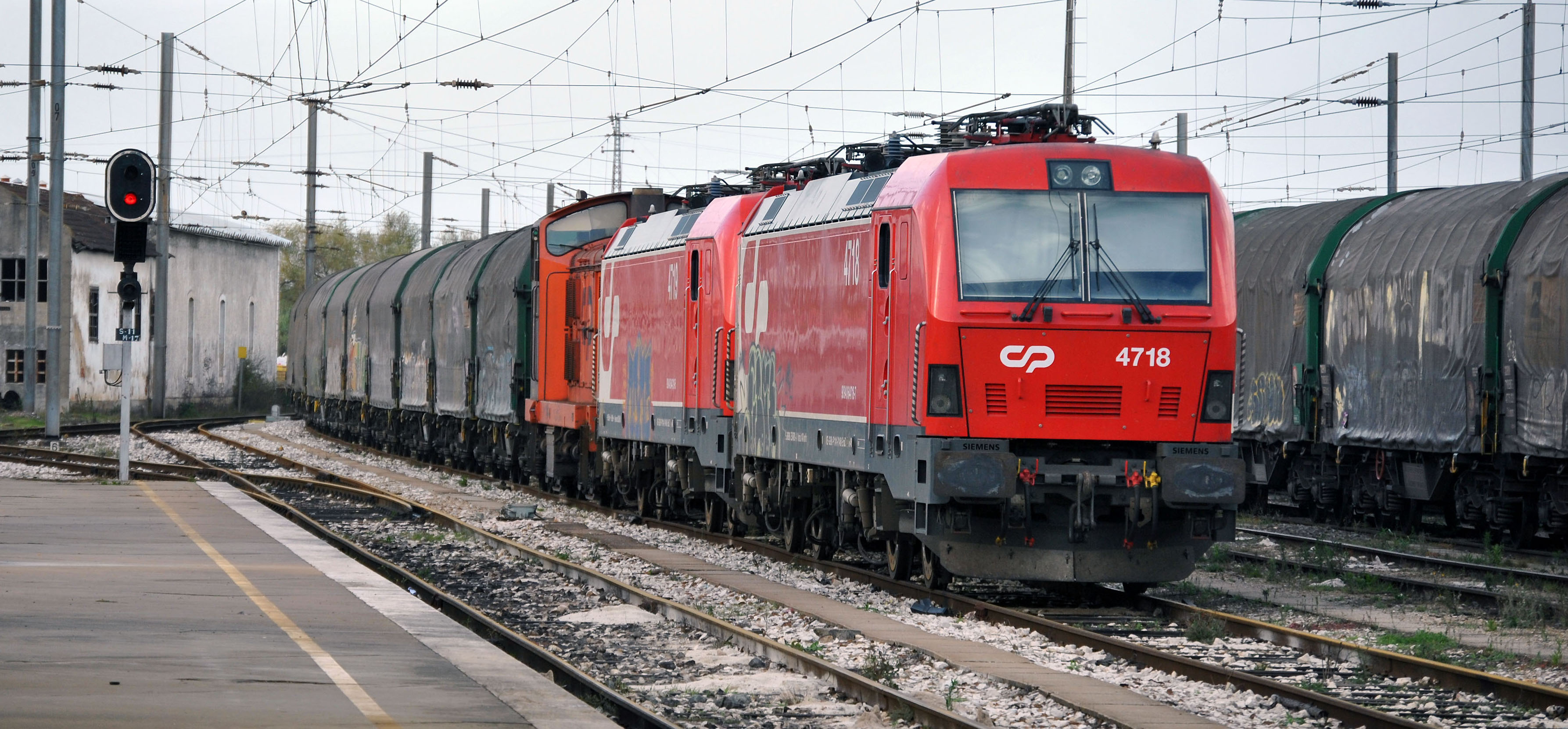
Lokomotiven 4718 und 4719 (mit 1466) im Bahnhof Pampilhosa (Linha do Norte)
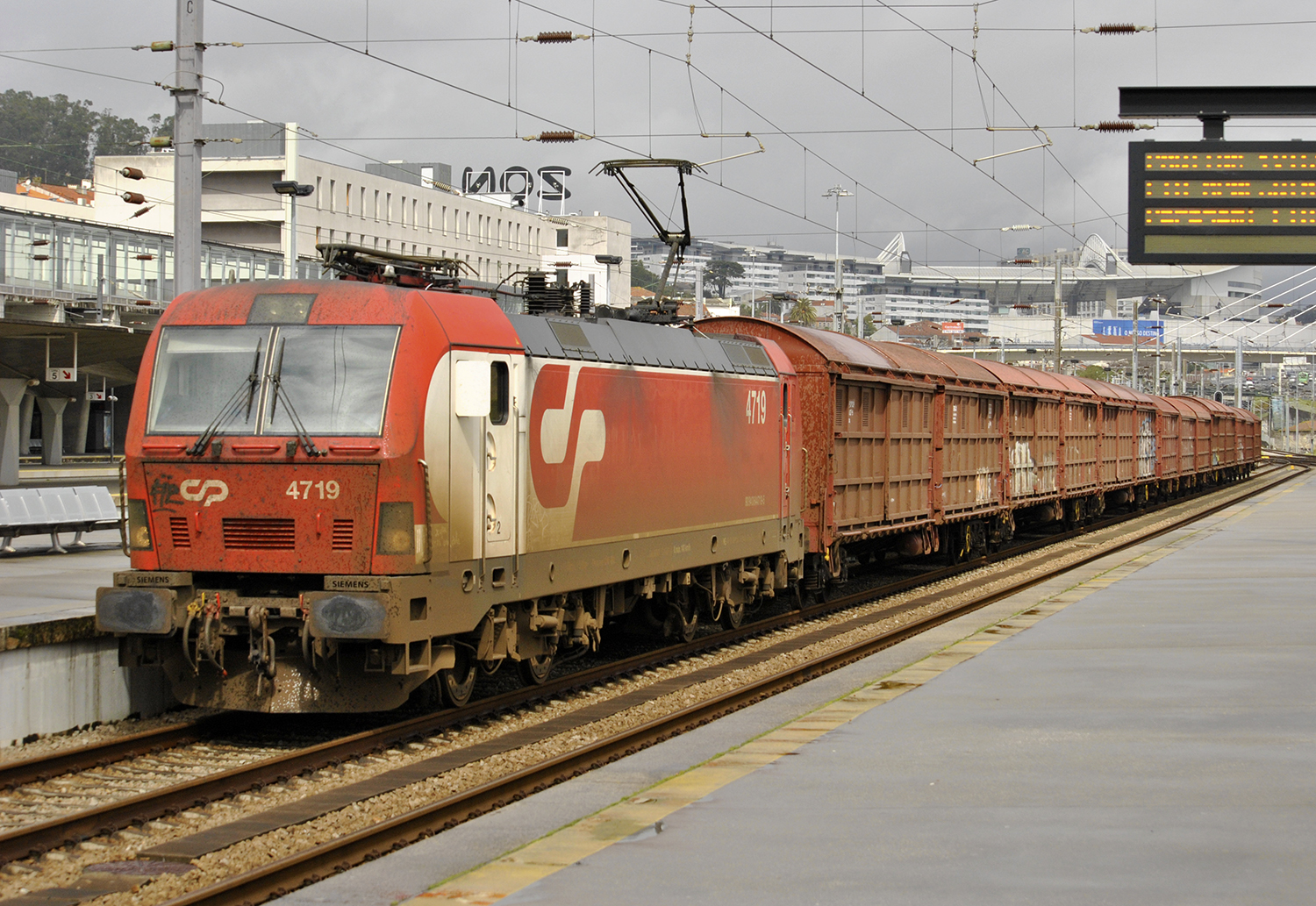
Lokomotive 4719 im Bahnhof Porto-Campanhã (Linha do Norte)
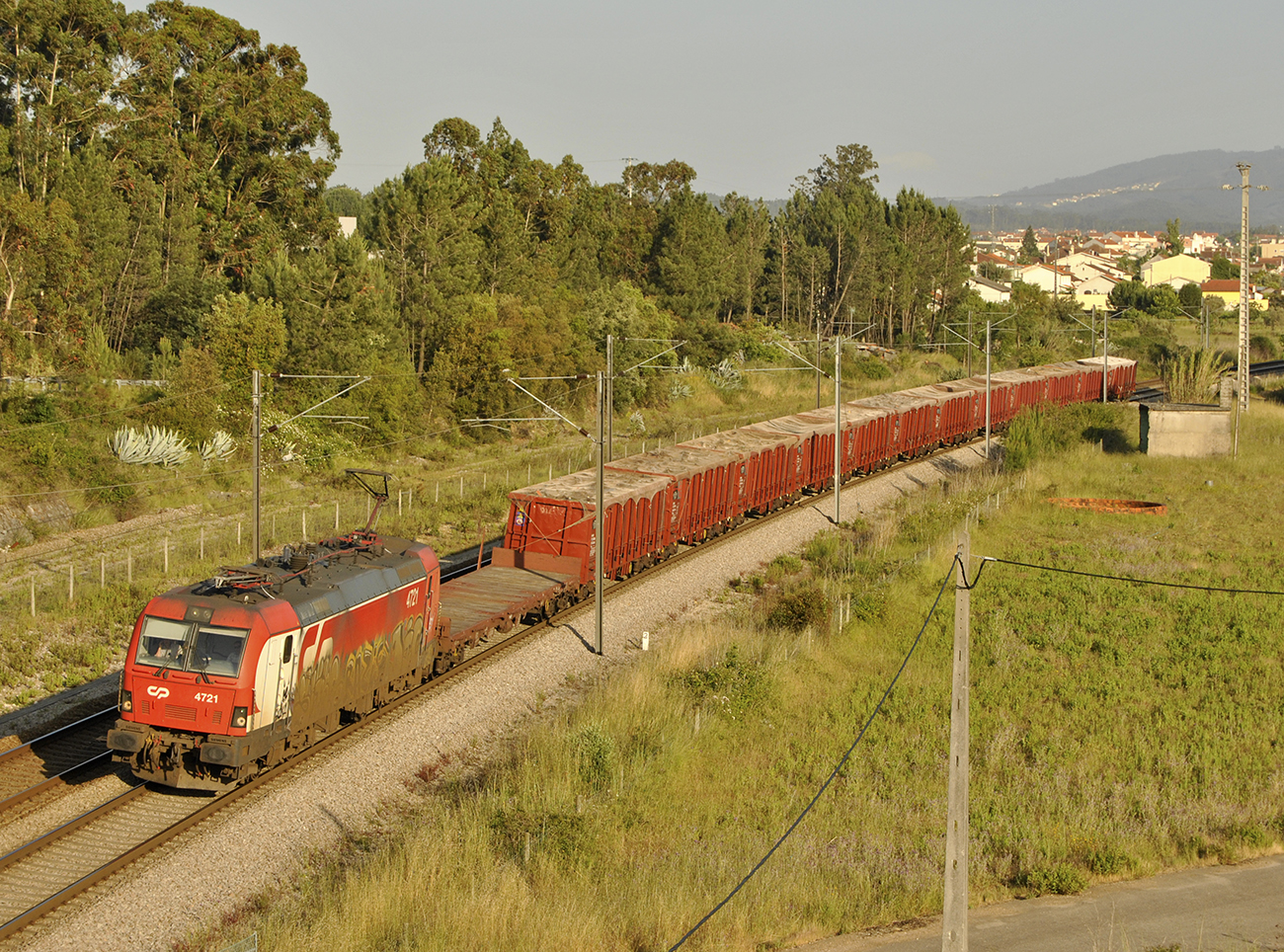
Lokomotive 4721 bei Pampilhosa (Linha do Norte)